# Arboretum des Grandes Bruyères
L' Arboretum des Grandes Bruyères ou RNR 15 est un arboretum localisé à l'intérieur de la forêt d'Orléans, aménagé à partir de 1972. Il est administrativement situé sur la commune d'Ingrannes, dans le département du Loiret. Il a été classé réserve naturelle volontaire française en 1979, cette dernière couvrait une superficie de 25 hectares.

## Histoire
- 1969 : Achat du terrain ;
- 1972 : Travaux de défrichement manuel ;
- 1984 : Don à "Arboretums de France" ;
- 1991 : Ouverture au public ;
- 2004 : Labellisation jardin remarquable par le ministère de la Culture.

## Réserve naturelle volontaire
L'intérêt du site aboutit à un classement en Réserve naturelle volontaire (RNV) en 1979 pour une durée de six ans. La loi « démocratie de proximité » du 27 février 2002 transforme les RNV en réserves naturelles régionales (RNR), ce qui est le cas pour les Grandes Bruyères.
Le décret d'application no 2005-491 du 18 mai 2005 précise dans son article 6 que « le classement en RNR court jusqu'à l'échéance de l'agrément qui avait été initialement accordé à la réserve volontaire ». Le classement en RNR a donc pris fin après six ans depuis le dernier agrément, probablement au début des années 2000.

### Écologie (biodiversité,  intérêt écopaysager…)
Un vieux chêne est labelisé "Arbre remarquable". L'absence d'utilisation de produits chimiques  pour l'entretien de l'arboretum permet d'y accueillir une faune diversifiée, avec plus d'une centaine d'espèces d'oiseaux recensés, et 600 d'insectes

### Administration, Plan de gestion, règlement..
L’administration locale et la gestion de la réserve ont été placées sous la responsabilité de l’association « Les Parcs de France » (Les Grandes Bruyères 45450 Ingrannes).

### Outils et statut juridique
Arrêté de création : 11 octobre 1979

## Intérêt touristique
Le visiteur a accès à un arboretum et à des visites guidées organisées par la fondation Les Parcs de France.